# Conotrachelus semifasciatus
Conotrachelus semifasciatus – gatunek chrząszcza z rodziny ryjkowcowatych.

## Zasięg występowania
Ameryka Południowa, występuje w Brazylii.

## Budowa ciała
Przednia krawędź pokryw znacznie szersza od przedplecza, ścięta na krawędziach. Na ich powierzchni niewyraźne i przerywane podłużne żeberkowanie, oraz niewyraźne punktowanie. Przedplecze szerokie i okrągławe w zarysie w tylnej części, z przodu znacznie zwężone i zaokrąglone, w tylnej i środkowej części gęsto punktowane.
W tylnej części pokryw dwie duże, okrągłe, niestykające się ze sobą, jasne plamy.